# حزب فاشیست روسیه
حزب فاشیست روسیه (روسی: Российская фашистская партия) که گاهی اوقات حزب فاشیست تمام روس خوانده می‌شود، یک جنبش مهاجر کوچک روسی بود که در دهه‌های ۱۹۳۰ و ۱۹۴۰ در مانچوکو مستقر بود.

## تاریخچه
فاشیسم از میان روسهای منچوری سربرآورد. سازمان فاشیست کوچک روسیه (بنیان نهاده شده در سال ۱۹۲۵)، و اصولش بین بقیه مردم ارتقا یافت. شکست ارتشهای سفید در جنگ داخلی روسیه در سالهای ۱۹۱۷–۱۹۲۲، که باعث بی‌اعتباری رهبران پیر سفیدپوست شد، همراه با ظهور فاشیسم در ایتالیا (از سال ۱۹۲۲ در قدرت) باعث شد بسیاری از مهاجران جوان روسیه به فاشیسم به عنوان گزینه دیگری که ممکن است بهترین کمونیسم باشد نگاه کنند.: 160  جنبش فاشیستی در میان مهاجران سفید در سراسر جهان وجود داشت، اما اکثر طرفداران آن در منچوری و ایالات متحده زندگی می‌کردند.:۱۶۱ تعدادی از روسها در منچوری مستقر شده بودند. هنگامی که امپراتوری روسیه منطقه را از سال ۱۹۰۰ تا ۱۹۰۵ اشغال کرده بود
، و پس از پیروزی ارتش سرخ در جنگ داخلی روسیه تعداد بیشتری از آنها تحت تأثیر آن فرار کردند.:۱۶۱
یک ملاقات مخفی بین گروه‌های مختلف برگزار و منجر به تأسیس این حزب تحت ریاست سرلشکر ولادیمیر دیمیتریویچ کوزمین شد. کنستانتین رودزافسکی در ۲۶ مه ۱۹۳۱ دبیرکل کمیته مرکزی حزب شد و به عنوان رهبر صوری و غیررسمی حزب درآمد. این حزب با اتخاذ شعار "خدا، ملت، کارگر" و انتشار مجله "ناتسیا" ("ملت") خواستار فاشیسم به سبک ایتالیایی شد تا از موقعیت متزلزل رهبران بلشویک در برابر هر دو مخالفت خارجی و داخلی استفاده کند.:۱۵۹–۱۶۱ در جریان حمله ژاپن به منچوری در سالهای ۱۹۳۱–۳۲، حزب فاشیست روسیه در حمایت از ژاپن با ایجاد ارتباط نزدیکی
با ارتش کانتوگون که تا سال ۱۹۴۵ ادامه داشت، بسیار جدی عمل کرد. :۱۶۲

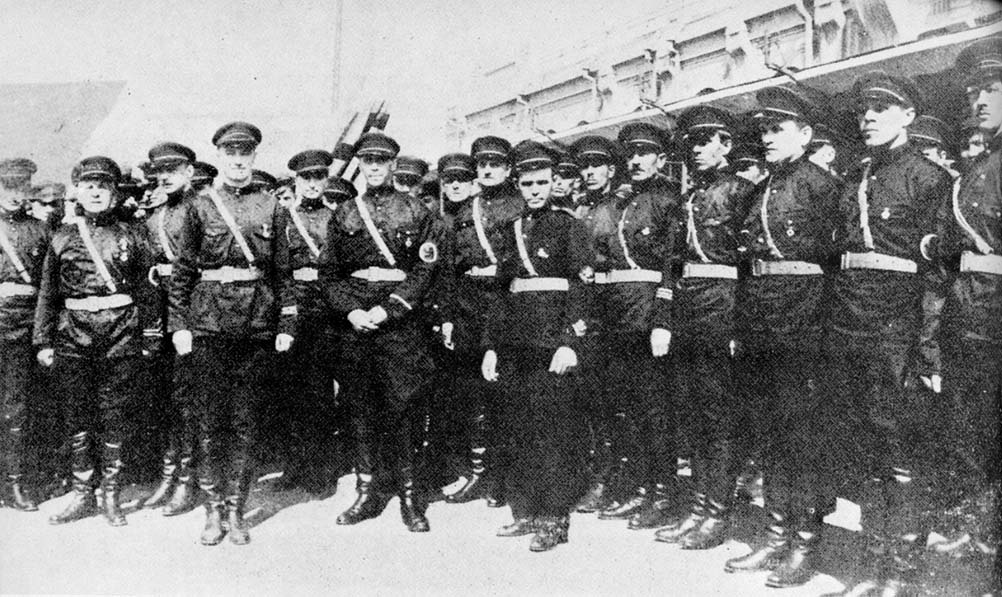
پیراهن سیاهان حزب فاشیست روسیه در ایستگاه هاربین، ۱۹۳۴، در انتظار ورود رهبر خود کنستانتین رودزافسکی